# Cadillac Ranch
Pour les articles homonymes, voir Cadillac.

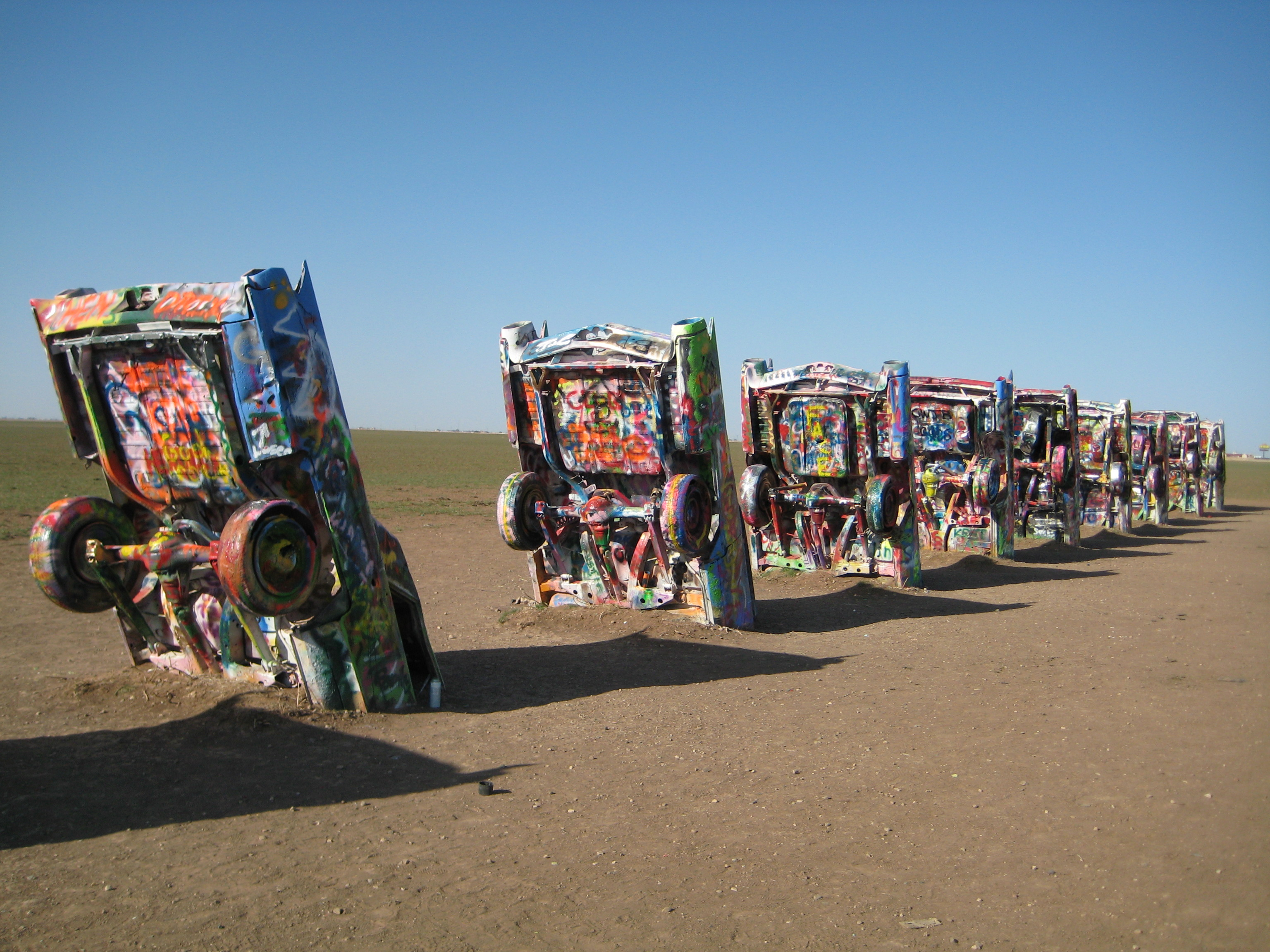
Cadillac Ranch en 2008.

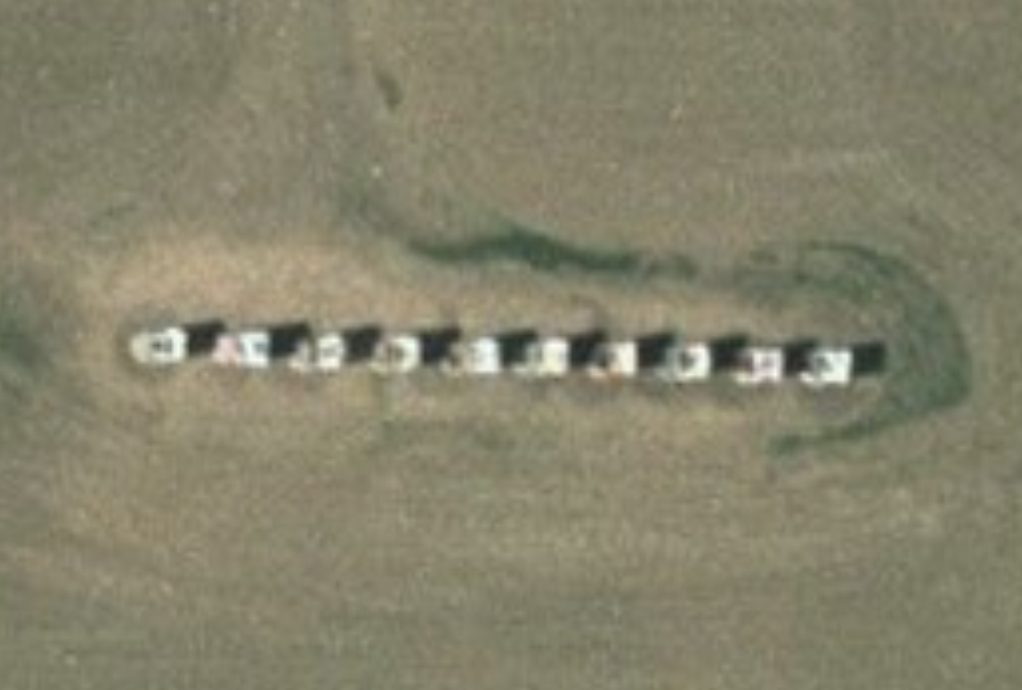
Vue satellite de Cadillac Ranch.

Le Cadillac Ranch est une sculpture monumentale exposée en plein air à Amarillo, au Texas, et qui constitue l'une des attractions jalonnant l'ancienne Route 66, aux États-Unis. Conçue en 1974 par Chip Lord (en), Hudson Marquez (en) et Doug Michels (en), tous trois membres du groupe d'architectes Ant Farm, elle consiste en un alignement de dix épaves d'automobiles de marque Cadillac plantées dans le sol,.

## Contexte

### Localisation et contexte géographique
Cadillac Ranch est situé dans une pâture bovine de l'ouest d'Amarillo, au nord du Texas. Il se trouve à 200 mètres au sud de l'ancienne Route 66 (et de l'actuelle Interstate 40, qui en reprend le tracé sur cette portion). L'œuvre se trouve à mi-parcours de la Route 66 reliant Los Angeles et Chicago.
L'œuvre se trouvait originellement à 3 kilomètres à l'est, dans un champ céréalier, d'où elle a été déplacée en 1997 afin de s'éloigner de la ville d'Amarillo qui ne cesse de s'agrandir.
Les deux terrains appartiennent à un millionnaire de la région, Stanley Marsh 3 (en), mécène du projet.
Le paysage environnant est plat et semi-désertique, sans arbre. L'œuvre se trouve dans les Grandes Plaines du centre des États-Unis.

### Contexte historique et évolution de l'œuvre
Chip Lord (en) et Doug Michels (en) étaient des architectes californiens ; Hudson Marquez (en) était étudiant en art à l'Université Tulane de la Nouvelle-Orléans, en Louisiane. Ils se réunissent pour former le groupe Ant Farm dans les années 1970. Les trois hommes ont été marqués par les publicités de Chrysler et de la Cadillac Eldorado de 1959. Ils ont créé Cadillac Ranch grâce à l'argent de Stanley Marsh 3 qui était bien connu dans la ville d'Amarillo : mécène, c'est lui qui finança par exemple Amarillo Ramp, une œuvre de land art de Robert Smithson. Les voitures ont été achetées pour quelques centaines de dollars chacune par les artistes avant d'être plantées dans le sol. Pendant cinq jours, en juin 1974, les trois membres de Ant Farm ont creusé dix trous de profondeur et angles identiques à l'aide d'une pelleteuse. Mise à part les enjoliveurs qui ont été fixés, aucune précaution particulière n'a été prise pour renforcer ou protéger les Cadillac. Au début, les voitures affichaient leurs peintures d'origine – turquoise, jaune banane, or et bleu ciel ; puis les visiteurs grattaient ou peignaient leurs noms sur les automobiles. Au fil du temps, les vitres ont été brisées, les radios, les haut-parleurs et même certaines des portières ont été volées. Les roues ont depuis été soudées aux essieux pour éviter d'autres vols. En mai 2002, les voitures ont été restaurées dans leurs couleurs d'origine.
Les voitures sont périodiquement repeintes de différentes couleurs :
- en blanc pour le tournage d'une publicité télévisée ;
- en rose en l'honneur de l'anniversaire de la femme de Stanley, Wendy ;
- en noir pour marquer le décès de Doug Michels.

En 2012, ils ont été peints aux couleurs de l'arc-en-ciel pour commémorer la journée de la fierté gay. Les voitures ont été brièvement « restaurées » dans leurs couleurs d'origine par la chaîne de motels Hampton Inn. En juin 2020, les voitures ont été peintes en noir avec les mots « Black Lives Matter » par des militants protestant contre la brutalité policière et le meurtre de George Floyd.
Les voitures renvoient à l'âge d'or de l'automobile américaine, les années des Trente Glorieuses. À cette époque, la voiture se démocratise : elle est produite en grandes quantités et son prix baisse, de telle sorte que les plupart des familles américaines en achète au moins une. Puis, les années 1970 marquent un tournant : le choc pétrolier renchérit le prix du carburant, l'automobile est de plus en plus critiquée pour son impact sur la qualité de l'air.

### Contexte artistique et culturel

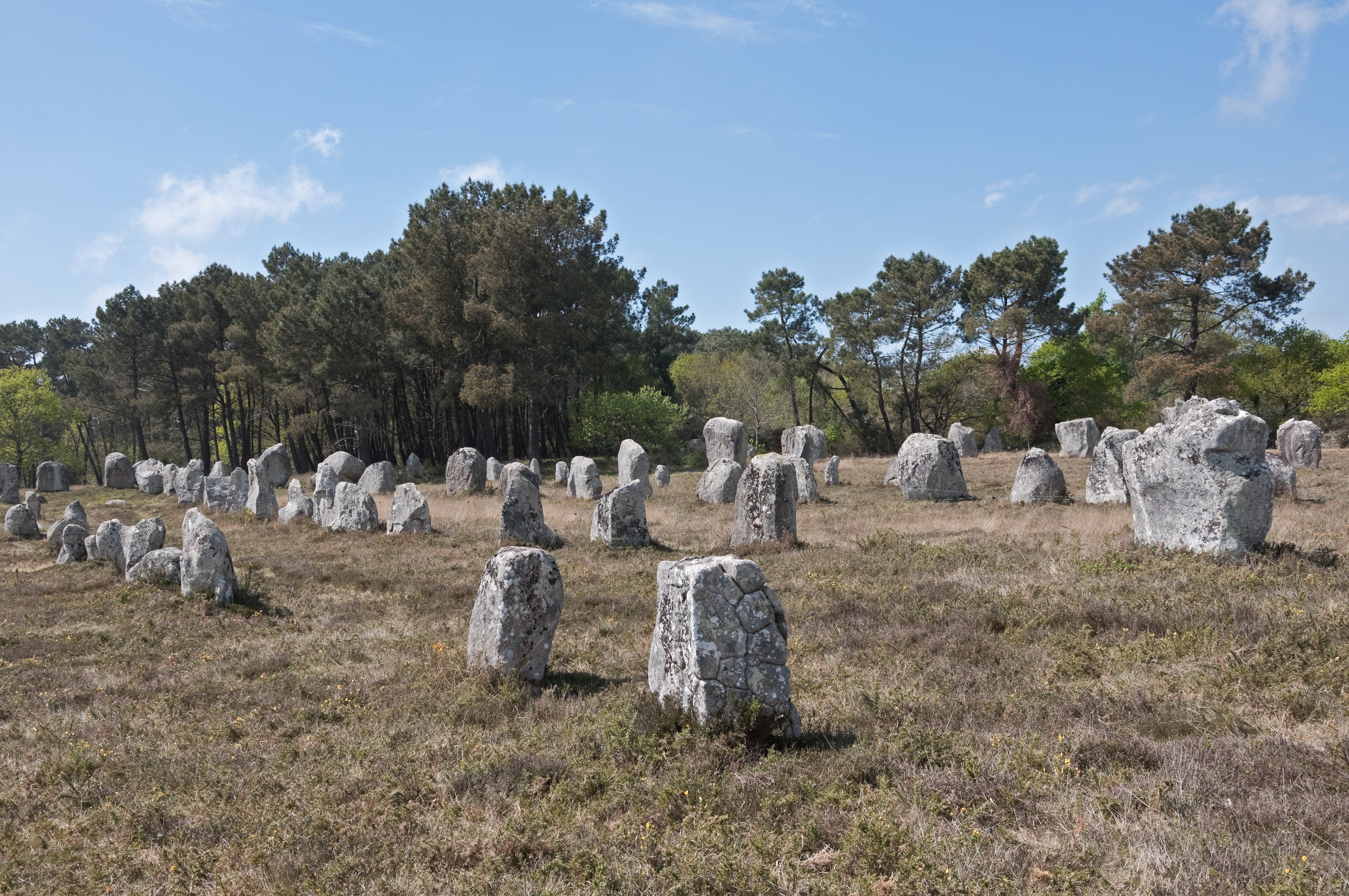
Alignement de Carnac

Cadillac Ranch peut être considéré comme une sculpture monumentale : elle se place dans la continuité des alignements mégalithiques de la Préhistoire comme celui de Carnac en France.
Par ailleurs, elle fait penser au street art dans le sens où elle peut être vue par tous les visiteurs, gratuitement, et que ces derniers peuvent la modifier en graffitant de nouvelles couleurs. L'œuvre est exposée aux intempéries (pluie, vent) et donc à l'érosion et à la rouille. Mais contrairement au street art qui est un art urbain, l'œuvre se trouve dans un espace rural.
Il est également possible d'identifier Cadillac Ranch comme du land art voire comme une installation artistique : en trois dimensions, elle est créée pour un lieu spécifique (in situ) et conçue pour modifier la perception de l'espace. Il s'agit également de modifier la perception du spectateur, habitué à voir des automobiles à l'horizontale, en file indienne sur les routes, ou bien côte à côte dans les parkings.
Les années 1970 marquent un tournant dans l'histoire des arts : c'est le moment où le land art et le street art commencent à se développer aux États-Unis. C'est également l'âge d'or du mouvement hippie. Les hippies, issus en grande partie de la jeunesse nombreuse du baby boom de l'après-guerre, rejetaient les valeurs traditionnelles, le mode de vie de la génération de leurs parents et la société de consommation. Les vêtements des hippies, aux couleurs vives, étaient contrastés et parfois choquants à une époque où les tenues étaient assez uniformes et sombres. Cadillac Ranch peut aussi être rattachée au pop art : la sculpture est linéaire et symétrique, à l'image des œuvres aux couleurs vives d'Andy Warhol, qui a lui-même utilisé des bombes aérosol et des séries d'objets.
Cadillac Ranch n'est pas la première œuvre d'art à utiliser des voitures : à la fin des années 1950, le sculpteur français César utilise une presse américaine pour compresser les carcasses de voitures pour en faire divers objets en forme de parallélépipèdes.

## Description

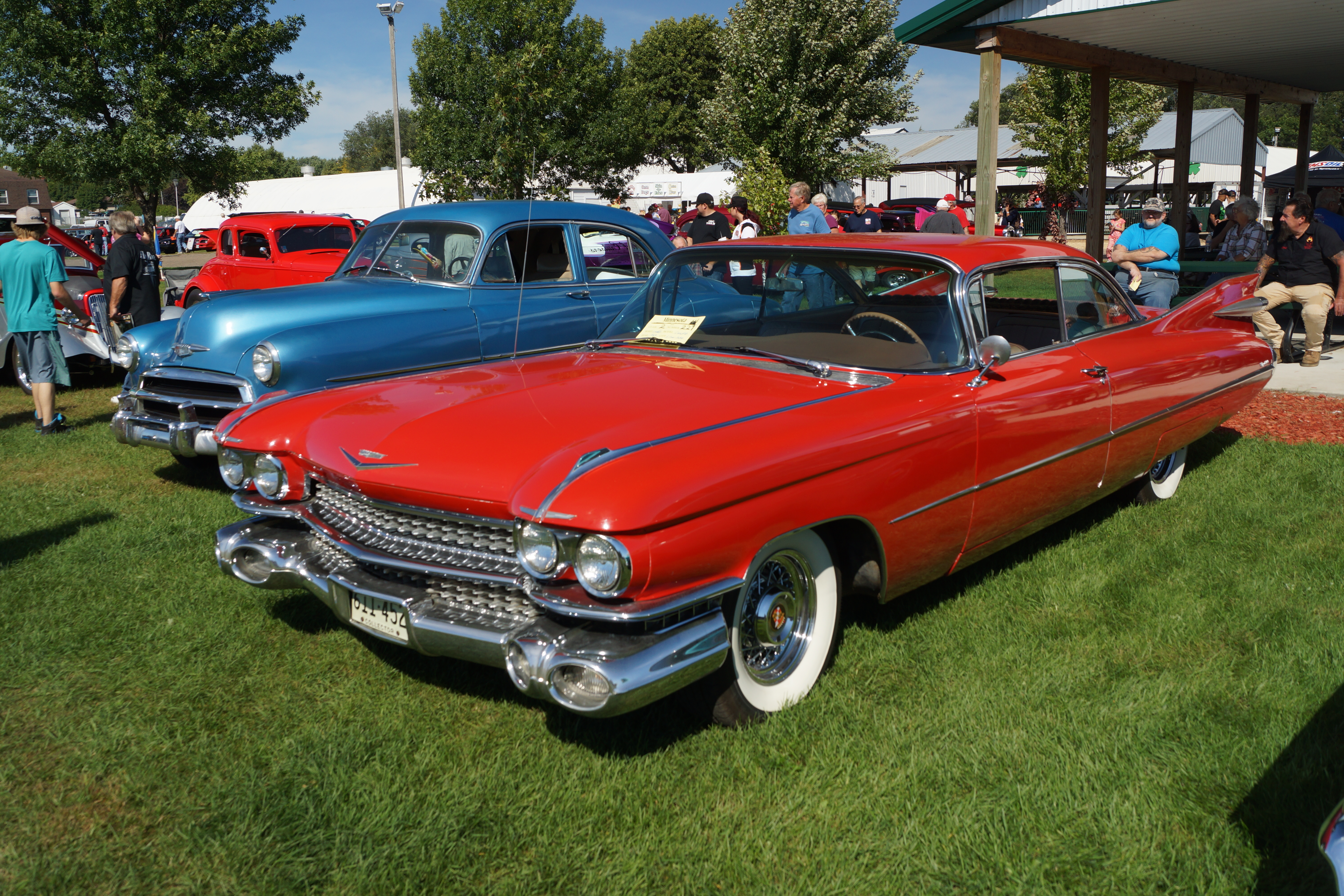
Cadillac Coupe de Ville de 1959. Ce modèle est utilisé dans Cadillac Ranch.

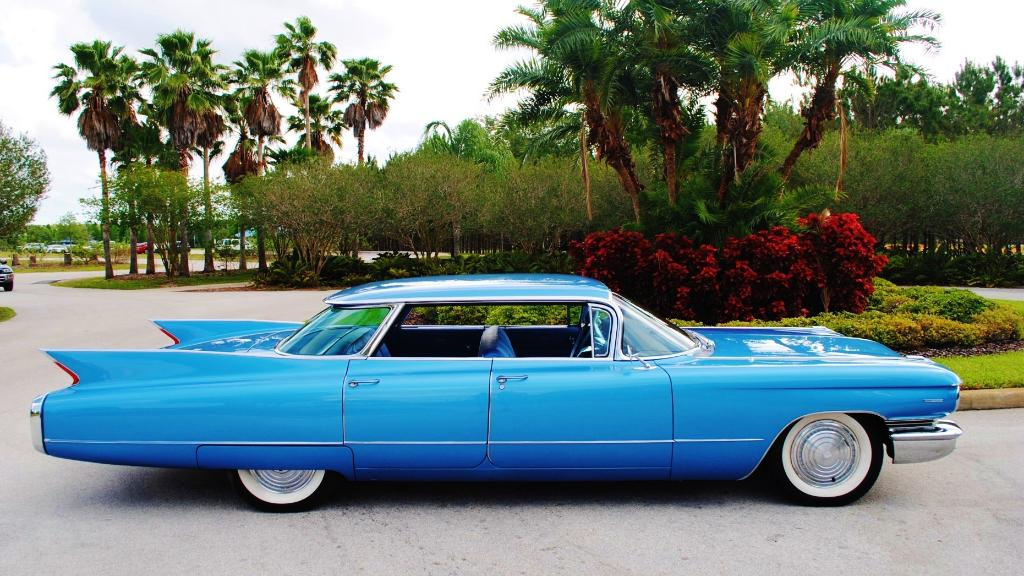
Cadillac Sedan 1960 Flat Top

### Les Cadillac
Le projet est financé par Stanley Marsh 3 (en) : pour un total de 3 000 dollars (soit près de 20 000 dollars de 2025), dix voitures d'occasion sont achetées dans les décharges ou chez des propriétaires de la région d'Amarillo. La plus coûteuse date de 1949, mais généralement, elles sont acquises pour environ 300 dollars chacune. Les dix voitures étaient à l'origine de couleur blanc et bleu pastel. Elles sont disposées dans le champ de Stanley Marsh 3 dans l'ordre chronologique, et couvrent les années 1949 à 1963, époque à laquelle tous les modèles avaient des ailerons. Les modèles choisis de Cadillac, étaient fabriqués par la firme américaine General Motors et portaient tous des ailerons à l'arrière, eux-mêmes inspirés des fusées du programme spatial américain. Ces ailerons ont fait augmenter les ventes du constructeur automobile et ont permis à la Cadillac de devenir une icône de la culture américaine. Plus chères que d'autres modèles, les Cadillac incarnaient la réussite sociale de leurs propriétaires.
Ces dix modèles représentent l'évolution de la gamme entre 1949 et 1963 :
- 1949 Cadillac Club Coupe (alias Sedanette)[5] ;
- 1950 Cadillac Series 62 Sedan[5] ;
- 1954 Cadillac Coupe DeVille[5] ;
- 1956 Cadillac Series 62 Sedan[5] ;
- 1957 Cadillac Sedan[5] ;
- 1958 Cadillac Sedan[5] ;
- 1959 Cadillac Coupe[5] ;
- 1960 Cadillac Sedan (Flat top)[5] ;
- 1962 Cadillac 4 Window Sedan[5] ;
- 1963 Cadillac Sedan[5].

### Une installation
Les automobiles sont implantées dans la terre sur 42 mètres et positionnées tous les cinq mètres. Elles suivent un alignement est-ouest ; elles sont à moitié enterrées dans le sol de façon oblique, capot en avant — en fait, elles sont supposées former avec le sol le même angle que les faces de la pyramide égyptienne de Khéops, sur le plateau de Gizeh. L'alignement est parallèle à la route. La disposition des voitures permet d'en voir le dessous.

## Interprétation et interaction avec le public

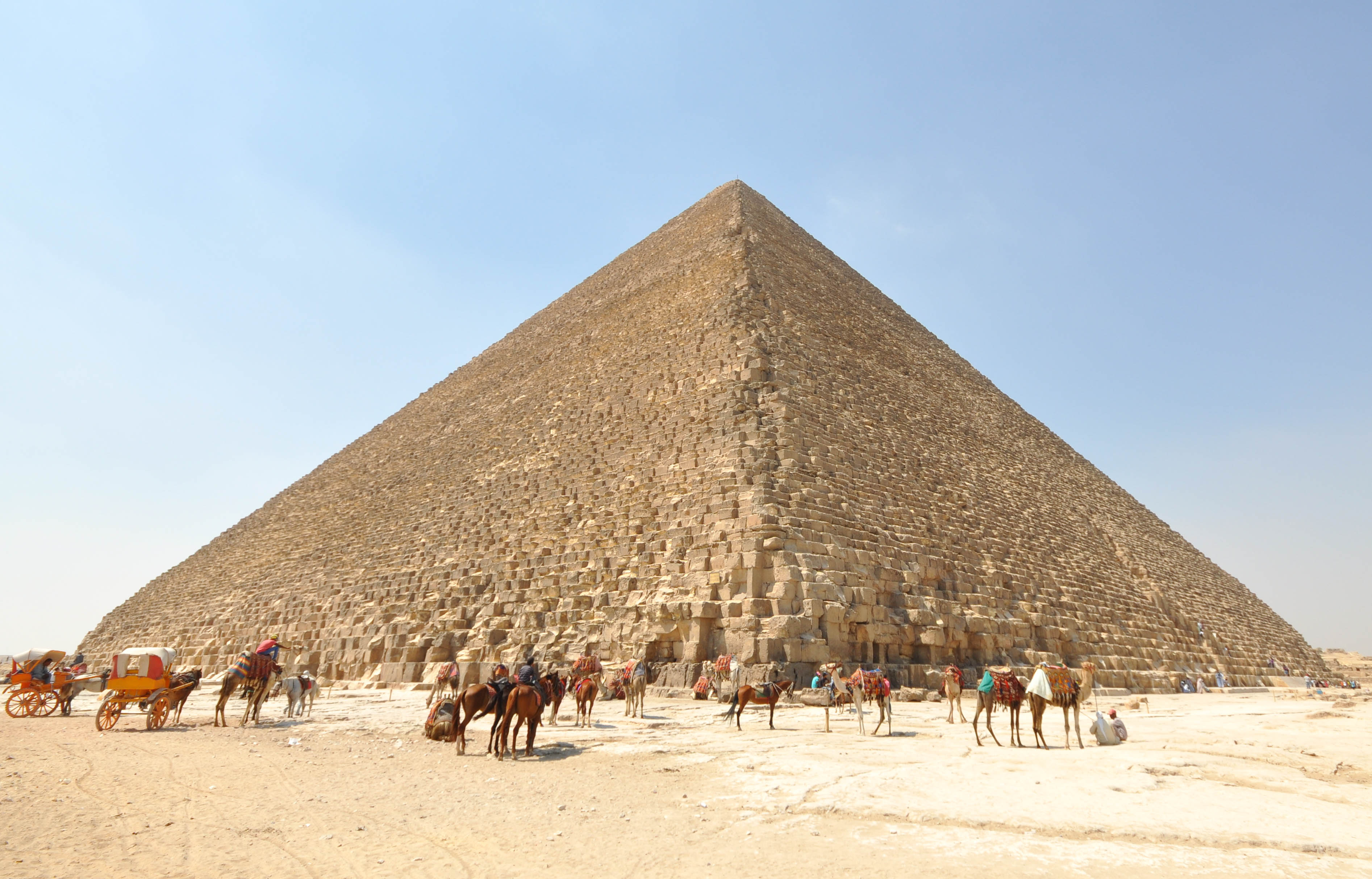
La pyramide de Khéops.

La voiture était l'un des emblèmes des États-Unis et de la prospérité des Trente Glorieuses. Elle était également symbole de liberté : Cadillac Ranch peut être compris comme une célébration de l'automobile américaine. L'œuvre est située près de la mythique Route 66, qui est l'un des symboles du rêve américain.
La référence aux alignements préhistoriques renforce l'idée d'une référence à une culture disparue. L'œuvre montre en outre que la voiture a pu faire l'objet d'un culte, d'une vénération qui lui ont donné un caractère sacré. Le commanditaire de Cadillac Ranch, le milliardaire texan Stanley Marsh 3 (en), était l'héritier de grandes compagnies pétrolières américaines. Il possédait plusieurs voitures et il était facétieux : c'est lui qui émit l'idée (fausse) d'une éventuelle similitude entre l'angle d'inclinaison avec le sol (52 degrés) et celui de la pyramide de Khéops.
Mais les épaves plantées dans le sol semblent aussi sonner la fin d'une époque et de la culture de l'automobile. En effet, les années 1970–1975 sont marquées par la fin de la guerre du Vietnam accompagnée par le retrait des troupes américaines. C'est le début de la prise de conscience des enjeux environnementaux et de la crise de production des industries automobiles américaines, notamment dans le ville de Detroit. Le fait d'enterrer partiellement les voitures montrent que l'automobile ancienne et les Trente Glorieuses sont mortes ; l'alignement peut aussi faire penser à un cimetière avec des pierres tombales. Les Cadillac qui jalonnaient autrefois le paysage américain, sont désormais immobiles et promises à la destruction par les forces de la nature. Cadillac Ranch est une critique ironique de la culture de l'automobile dans un état comme le Texas où les industries pétrolières et automobiles dominent l'économie.

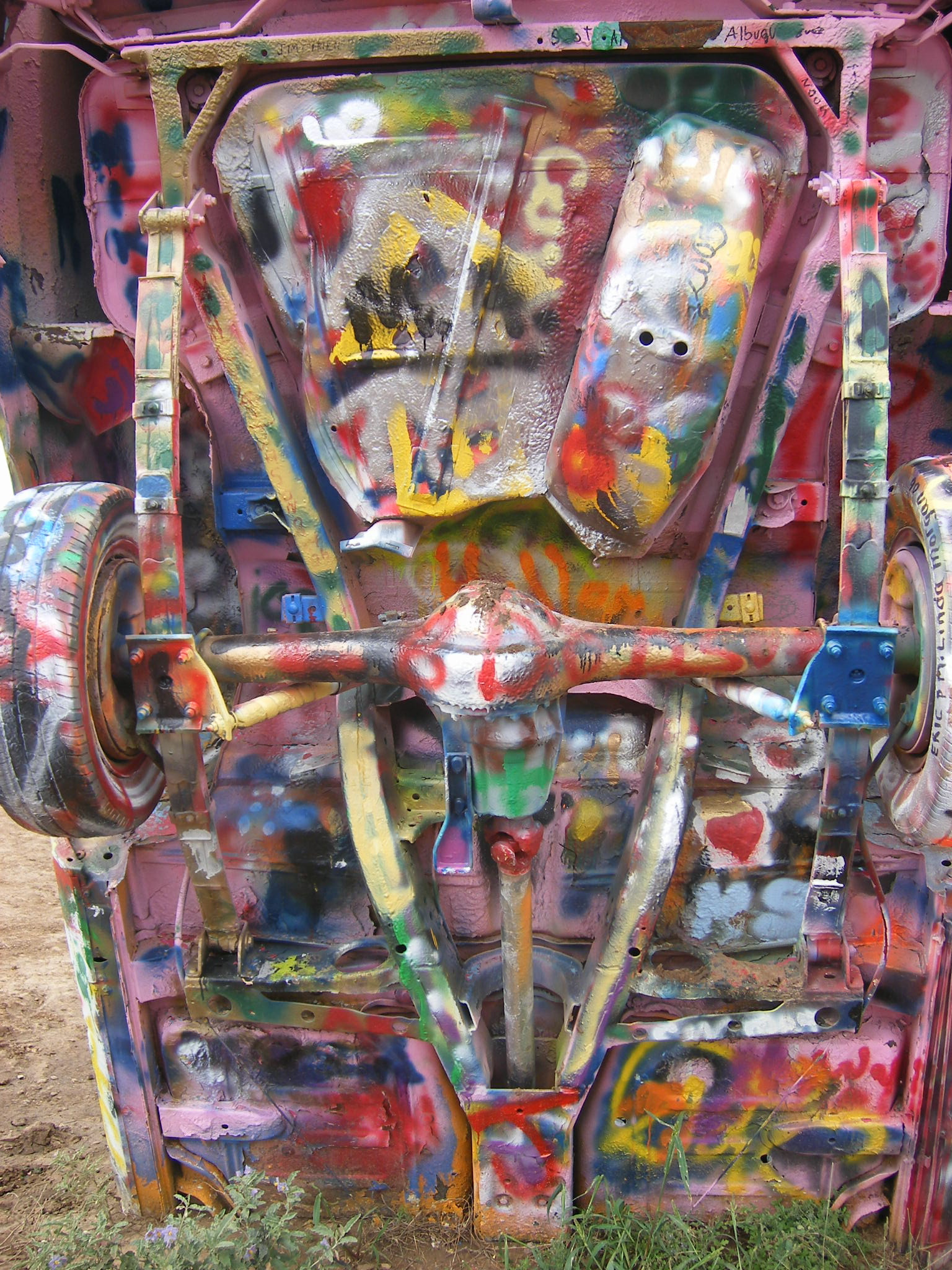
Le dessous d'une voiture : le public est encouragé à graffiter l'œuvre.

L'œuvre est visible depuis l'autoroute et, bien qu'elle soit située sur un terrain privé, sa visite est tacitement encouragée, dans la mesure où il n'est pas fermé et qu'un chemin est aménagé. Les visiteurs sont aussi encouragés à graffiter les voitures, qui ont depuis longtemps perdu leurs couleurs originelles : Cadillac Ranch est une œuvre participative et interactive ; en graffitant les voitures, les visiteurs participent en quelque sorte à la désacralisation de l'œuvre d'art et de l'automobile. Celles-ci sont régulièrement repeintes dans différentes couleurs afin de renouveler l'espace d'expression offert aux visiteurs. En revanche, toute exploitation commerciale à des fins publicitaires est expressément interdite sans l'autorisation écrite des artistes.

## Apparitions
La culture populaire américaine s'est approprié Cadillac Ranch, associé dans l'esprit collectif à la Route 66.
Le film d'animation Cars, produit par Pixar pour Walt Disney Pictures, y fait plusieurs clins d'œil. En effet, il met en scène la ville fictive de Radiator Springs qui s'étend au pied d'un massif, qu'une carte dénomme Cadillac Range et place non loin de la Route 66 et de l'Interstate 40. De plus, tout au long du film, on peut apercevoir à l'horizon des formations rocheuses dont les contours rappellent ceux des voitures dressées.
Cadillac Ranch apparaît aussi en 1980 dans une chanson de l'album The River de Bruce Springsteen et dans nombreuses publicités, ce qui confirme son statut d'icône de la société de consommation.
Également l'album Cadillac Jack du bluesman américain Mighty Mo Rodgers paru en 2011 sur lequel figure Cadillac Ranch (American Stonehenge), faisant le rapprochement avec le site mégalithique de Stonehenge en Angleterre.

## Version numérique
Une version numérique du Cadillac Ranch a été réalisée en utilisant la technologie WebGL, visible sur internet et modifiable en direct par les visiteurs.

## Photos

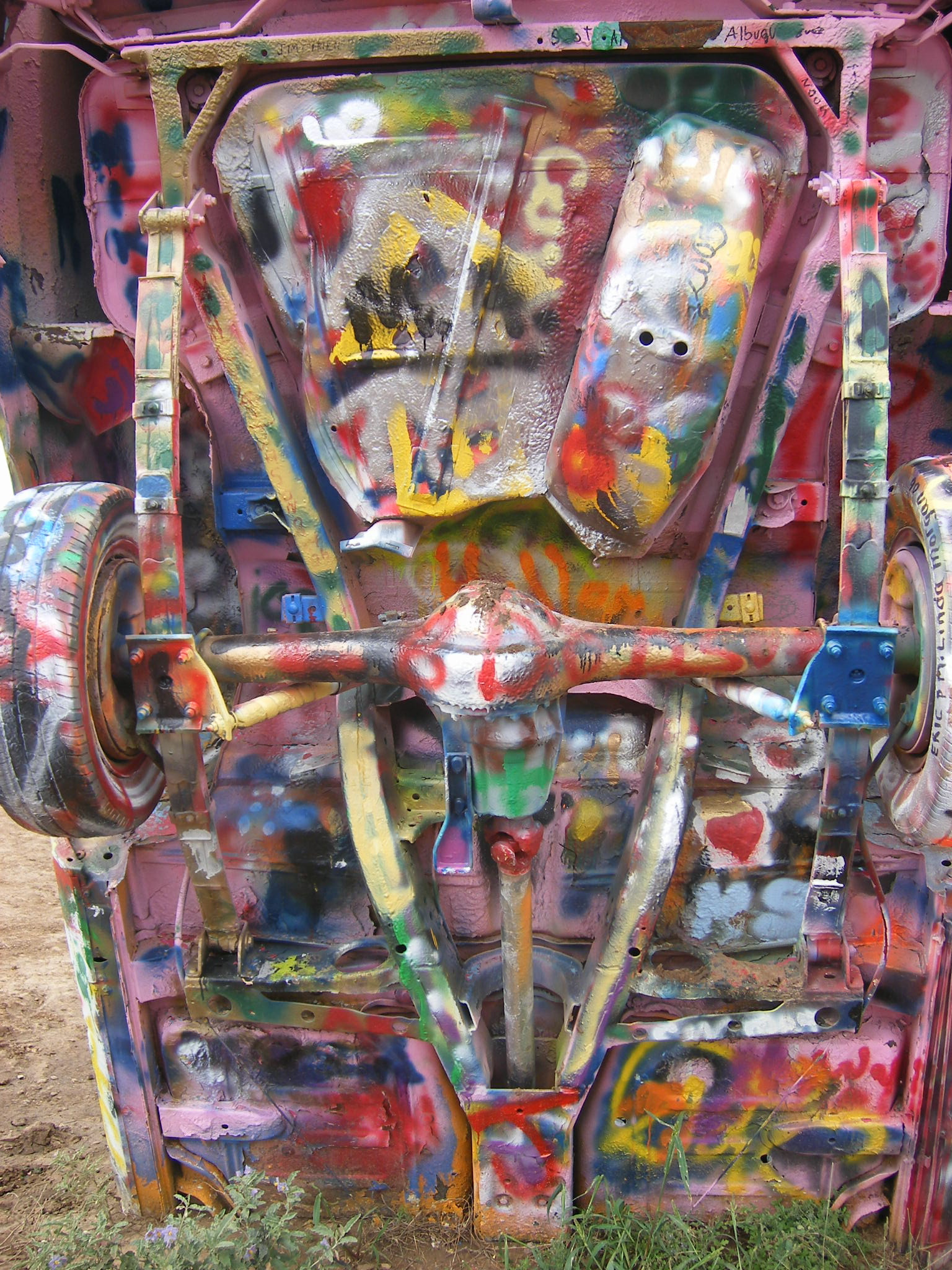
Décoration d'une Cadillac.
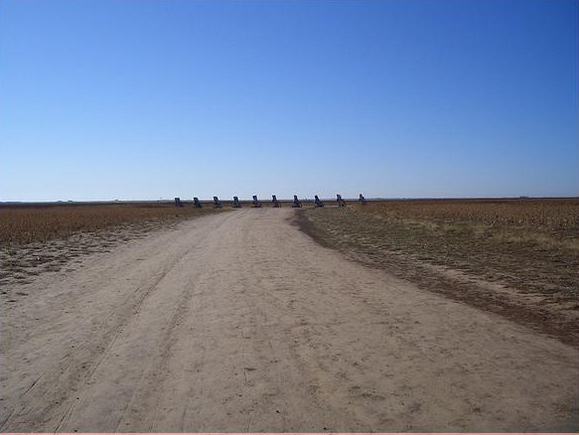
Vue sur le Cadillac Ranch (2008).
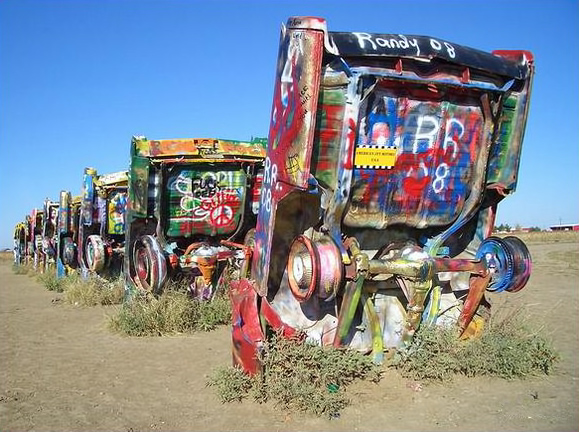
Cadillac Ranch (2008).
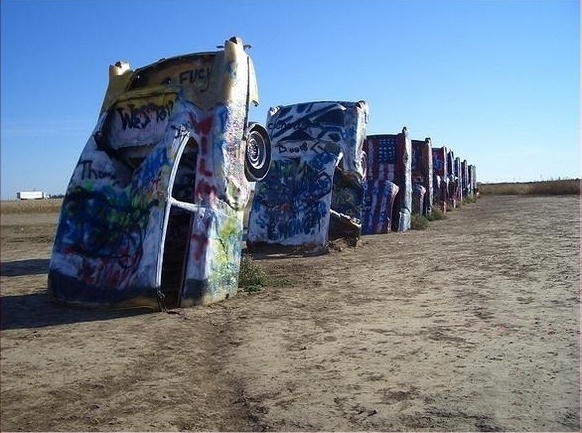
Cadillac Ranch (2008).
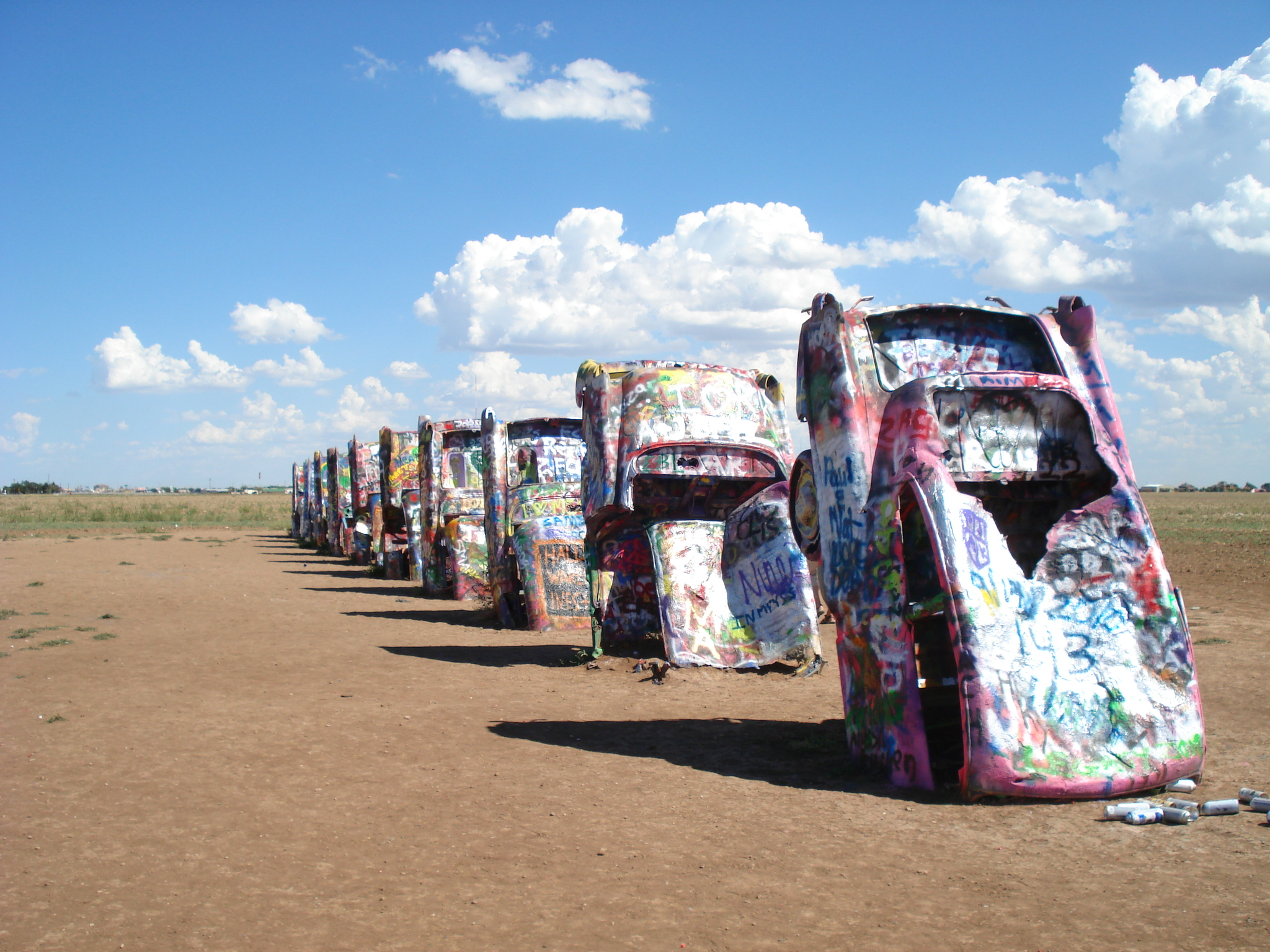
Cadillac Ranch (2010).